# Pierre Delannoy
Pierre Hubert Ghislain Delannoy (Edingen, 27 juli 1876 - 2 september 1955) was een Belgisch volksvertegenwoordiger en burgemeester.

## Levensloop
Gepromoveerd tot doctor in de rechten (Katholieke Universiteit Leuven), was Delannoy zevenentwintig toen hij in 1903 gemeenteraadslid van Edingen werd. Hij werd er onmiddellijk schepen en in 1905 burgemeester, een ambt dat hij meer dan veertig jaar, tot aan zijn dood, uitoefende.
In juni 1922 volgde hij de overleden Léon Mabille op als katholiek volksvertegenwoordiger voor het arrondissement Zinnik en behield dit mandaat tot aan zijn ontslag begin 1935. 

## Publicatie
- Les incidents linguistiques d'Enghien, in: Le Flambeau, 1937.